# Globulin miễn dịch uốn ván
Globulin miễn dịch uốn ván (TIG) và kháng uốn ván, là một loại thuốc được tạo thành từ các kháng thể chống độc tố uốn ván. Nó được sử dụng để phòng uốn ván ở những người có vết thương có nguy cơ cao và chưa được tiêm phòng đầy đủ với độc tố uốn ván. Nó cũng được sử dụng để điều trị uốn ván cùng với kháng sinh và thuốc giãn cơ. Nó được đưa vào cơ thể bằng cách tiêm cơ bắp.
Các tác dụng phụ thường gặp bao gồm đau tại chỗ tiêm và sốt. Phản ứng dị ứng bao gồm sốc phản vệ có thể hiếm khi xảy ra. Cũng có nguy cơ lây lan các bệnh nhiễm trùng như viêm gan virut và HIV / AIDS rất thấp. Sử dụng trong khi mang thai được coi là chấp nhận được. Nó được làm từ huyết tương người hoặc ngựa.
Việc sử dụng phiên bản huyết tương ngựa trở nên phổ biến vào những năm 1910, trong khi phiên bản người được sử dụng thường xuyên vào những năm 1960. Nó nằm trong Danh sách các loại thuốc thiết yếu của Tổ chức Y tế Thế giới, loại thuốc hiệu quả và an toàn nhất cần có trong hệ thống y tế. Chi phí bán buôn ở các nước đang phát triển cho phiên bản ngựa là khoảng 0,90 USD3,60 mỗi 1500   iu lọ, trong khi phiên bản con người là US $ 10,0046,86 cho 250   iu  Phiên bản người có thể không có sẵn ở các nước đang phát triển. Tại Hoa Kỳ, một đợt điều trị trị giá khoảng 100-200 USD. Phiên bản huyết tương ngựa thường không được sử dụng ở các nước phát triển do nguy cơ mắc bệnh huyết thanh.